# Feuerlettenhänge um Dorsbrunn und Arbachtal östlich Pleinfeld
Feuerlettenhänge um Dorsbrunn und Arbachtal östlich Pleinfeld este o arie protejată (arie specială de conservare — SAC, sit de importanță comunitară — SCI) din Germania întinsă pe o suprafață de 153,2 ha, integral pe uscat.

## Localizare
Centrul sitului Feuerlettenhänge um Dorsbrunn und Arbachtal östlich Pleinfeld este situat la coordonatele 49°05′42″N 11°01′58″E / 49.095°N 11.0328°E.

## Înființare
Situl Feuerlettenhänge um Dorsbrunn und Arbachtal östlich Pleinfeld a fost declarat sit de importanță comunitară în noiembrie 2004 pentru a proteja un număr necunoscut de specii din flora spontană și fauna sălbatică aflate în arealul zonei. Situl a fost protejat și ca arie specială de conservare în aprilie 2016.

## Biodiversitate
Situată în ecoregiunea continentală, aria protejată conține 5 habitate naturale: Pajiști uscate seminaturale și facies de acoperire cu tufișuri pe substraturi calcaroase (Festuco-Brometalia) (* situri importante pentru orhidee), Formațiuni ierboase bogate în specii de Nardus, dezvoltate pe substraturi silicioase în zone montane (și în zone submontane, în Europa continentală), Liziere de ierburi înalte hidrofile de câmpie și de nivel montan până la alpin, Fânețe de joasă altitudine (Alopecurus pratensis, Sanguisorba officinalis), Păduri de stejar și carpen Galio-Carpinetum.
La baza desemnării sitului se află un număr nedeclarat de specii protejate.